# Did Jesus Exist? (Bart D. Ehrman)
Did Jesus Exist?: The Historical Argument for Jesus of Nazareth es un libro de 2012 escrito por el estudioso del Nuevo Testamento Bart Ehrman, autor de más de veinticinco libros, incluyendo tres libros de texto universitarios, en ese campo de estudio. En el libro, escrito para contrarrestar totalmente la idea de que nunca hubo una persona como Jesús de Nazaret, Ehrman se propone mostrar la evidencia histórica de la existencia de Jesús, y por qué todos los expertos en el área coinciden en que «cualquier otra cosa que usted pueda pensar de Jesús, él ciertamente si existió».
Ehrman examina la historicidad de Jesús e incluye algunas críticas de los mitistas de Cristo.

## Argumentos a favor de la existencia
Ehrman examina los argumentos «mitistas» hechos en contra de la existencia de Jesús, dado que la idea fue planteada por primera vez a finales del siglo XVIII. A la objeción de que no existen registros romanos contemporáneos de la existencia de Jesús, Ehrman señala que tales registros no existen para casi nadie, y que hay menciones de Cristo en varias obras romanas históricas de las décadas posteriores. El autor afirma que las cartas auténticas del apóstol Pablo en el Nuevo Testamento se escribieron a los pocos años de la muerte de Jesús y que Pablo conoció personalmente a Jacobo, el hermano de Jesús. Aunque los relatos del evangelio de la vida de Jesús pueden estar sesgados y ser poco fiables en muchos aspectos, las fuentes detrás de ellos, que los estudiosos han discernido, todavía contienen alguna información histórica precisa. Tantas certificaciones independientes de la existencia de Jesús, Ehrman dice, son en realidad «asombrosas para una antigua figura de cualquier tipo». Ehrman descarta la idea de que la historia de Jesús es un invento basado en mitos paganos de los dioses de muerte y resurrección, sosteniendo que los primeros cristianos fueron influenciados por las ideas judías, no las griegas o romanas, y repetidamente insiste en que la idea de que nunca existió una persona como Jesús no está seriamente considerada por los historiadores o los expertos en el tema en absoluto.

## Crítica a los mitistas
Ehrman, un ex fundamentalista cristiano convertido en agnóstico, ha escrito numerosos libros que desafían los puntos de vista literalistas de la propia Biblia. Did Jesus Exist?, sin embargo, contiene duras críticas a los «escritores, bloggers y los adictos a Internet que se autodenominan mitistas». Ehrman escribe que ellos no definen lo que entienden por «mito» y mantiene que realmente están motivados por el deseo de denunciar la religión en lugar de examinar la evidencia histórica. El autor analiza a los líderes mitistas contemporáneos por nombre y rechaza sus argumentos como «amateurs», «mal encaminados» y «extravagantes».

## Recepción
Algunos cristianos evangélicos que han discrepado fuertemente con los libros anteriores de Ehrman dieron la bienvenida a Did Jesus Exist? Uno de los mitistas que es criticado en Did Jesus Exist?, Richard Carrier, desafió muchos de los puntos de vista del libro en su blog, al que Ehrman respondió en el suyo.